# Circunscrições eclesiásticas católicas da Áustria
A Igreja Católica da Áustria é dividida em duas províncias eclesiásticas com 7 dioceses sufragâneas.

## Lista de dioceses

### Província eclesiástica de Salzburgo
- Arquidiocese de Salzburgo
  - Diocese de Feldkirch
  - Diocese de Graz-Seckau
  - Diocese de Gurk
  - Diocese de Innsbruck

### Província eclesiástica de Viena
- Arquidiocese de Viena
  - Diocese de Eisenstadt
  - Diocese de Linz
  - Diocese de Sankt Pölten

### Circunscriçõessui iuris
- Abadia Territorial de Wettingen-Mehrerau
- Ordinariato para os fiéis de rito oriental na Áustria
- Ordinariato Militar da Áustria